# Aston Flamville
Aston Flamville est une paroisse civile et un village du Leicestershire, en Angleterre.